# Ligbi (peuple)
Pour les articles homonymes, voir Ligbi.

Implantation des Ligbi, à la frontière du Ghana et de la Côte d'Ivoire, à l'est de Bondoukou

Les Ligbi (ou Ligby) sont une population d'Afrique de l'Ouest vivant principalement au Ghana, également en Côte d'Ivoire. Ils sont considérés comme des Proto-Dioula en Côte d'Ivoire tout comme les Numu et les Huela par Louis TAUXIER dans son oeuvre "Les Etats de Kong", ce sont – historiquement – des marchands qui ont longtemps pratiqué le commerce de la noix de kola et de l'or, mais beaucoup sont devenus agriculteurs.

## Langues
Leur langue est le ligbi, un dialecte Mandé-Dioula. Le nombre total de locuteurs est estimé à 19 000, dont 15 000 au Ghana en 2003 et 4 000 en Côte d'Ivoire en 1991. Les langues akan sont également utilisées comme langue secondaire au Ghana.Ils sont avec les Huela les fondateurs de la cité marchande de Begho au Ghana. Intrépides guerriers également, ils ont aidé les ashanti à combattre les angouna venus du Togo qui voulaient accaparer les terres Ghanéen car, en plus d'être des riches commerçants, ils étaient aussi des mystiques reconnus. C'est ce même rôle de protecteurs du roi qu'ils assument à Bouna lorsqu'ils y sont retrouvés après le déclin de la cité marchande de Begho. A Bouna leur village c'est kintan et à Bouna ville, leur quartier général c'est ligbisso. On les retrouve également à Bondo et Soko dans la circonscription de Bondoukou. On les trouve également dans la région du béré en Côte d'Ivoire sous l’appellation "Nigbi" dans le canton NIGBI. Ils disposent de plusieurs villages anciennement établit dont  Faraba, Tamanfrou, Ligbisso.

## Culture

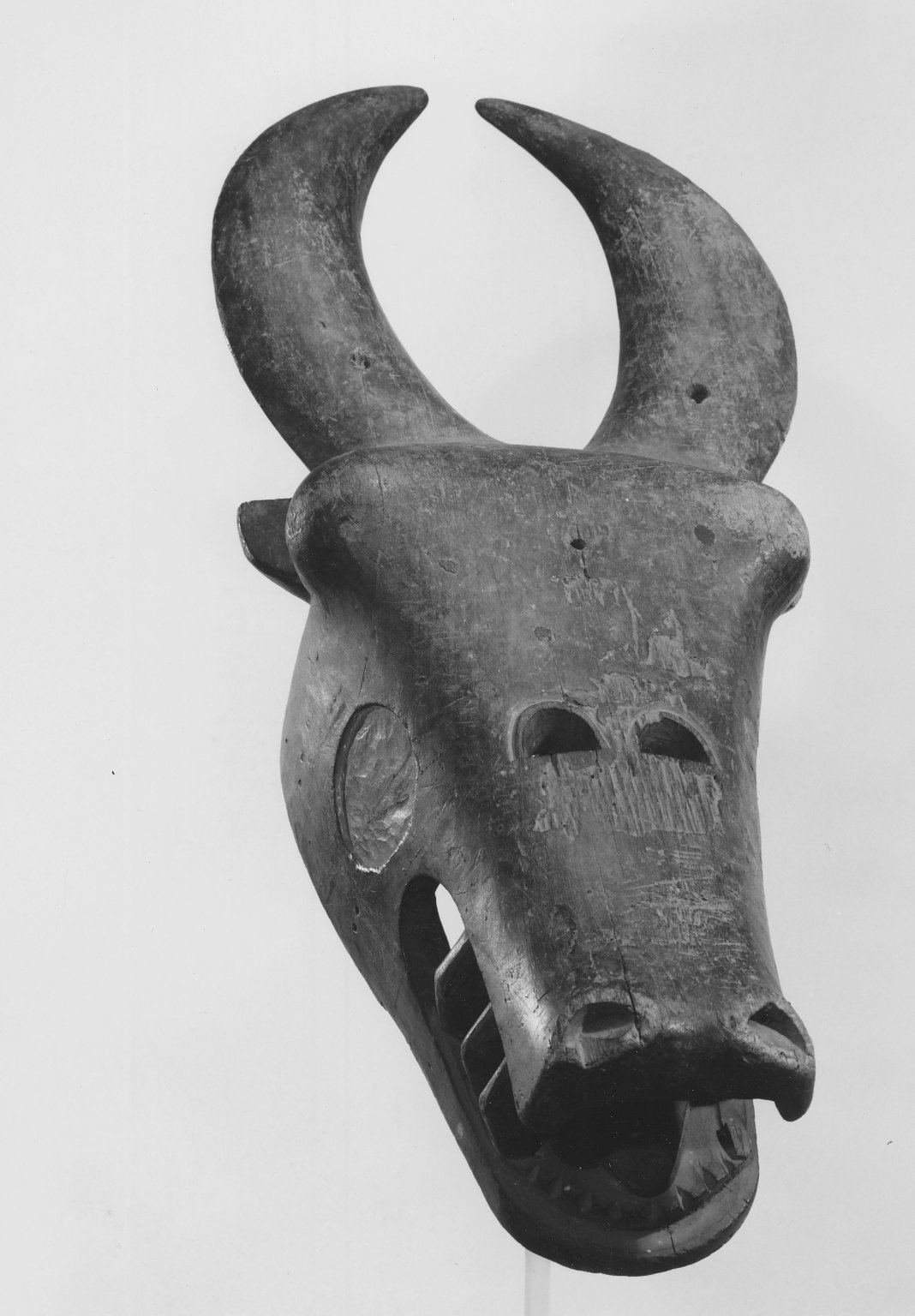
Masque de la société Gbain

Les masques Ligbi se caractérisent par leur menton pointu, leurs yeux mi-clos, leurs scarifications et l'utilisation de pigments bleus. Les ailettes latérales témoignent de l'influence de l'art sénoufo.Les Ligbi disposent également d'une société secrète appelé Do.